# Peter Ludewig

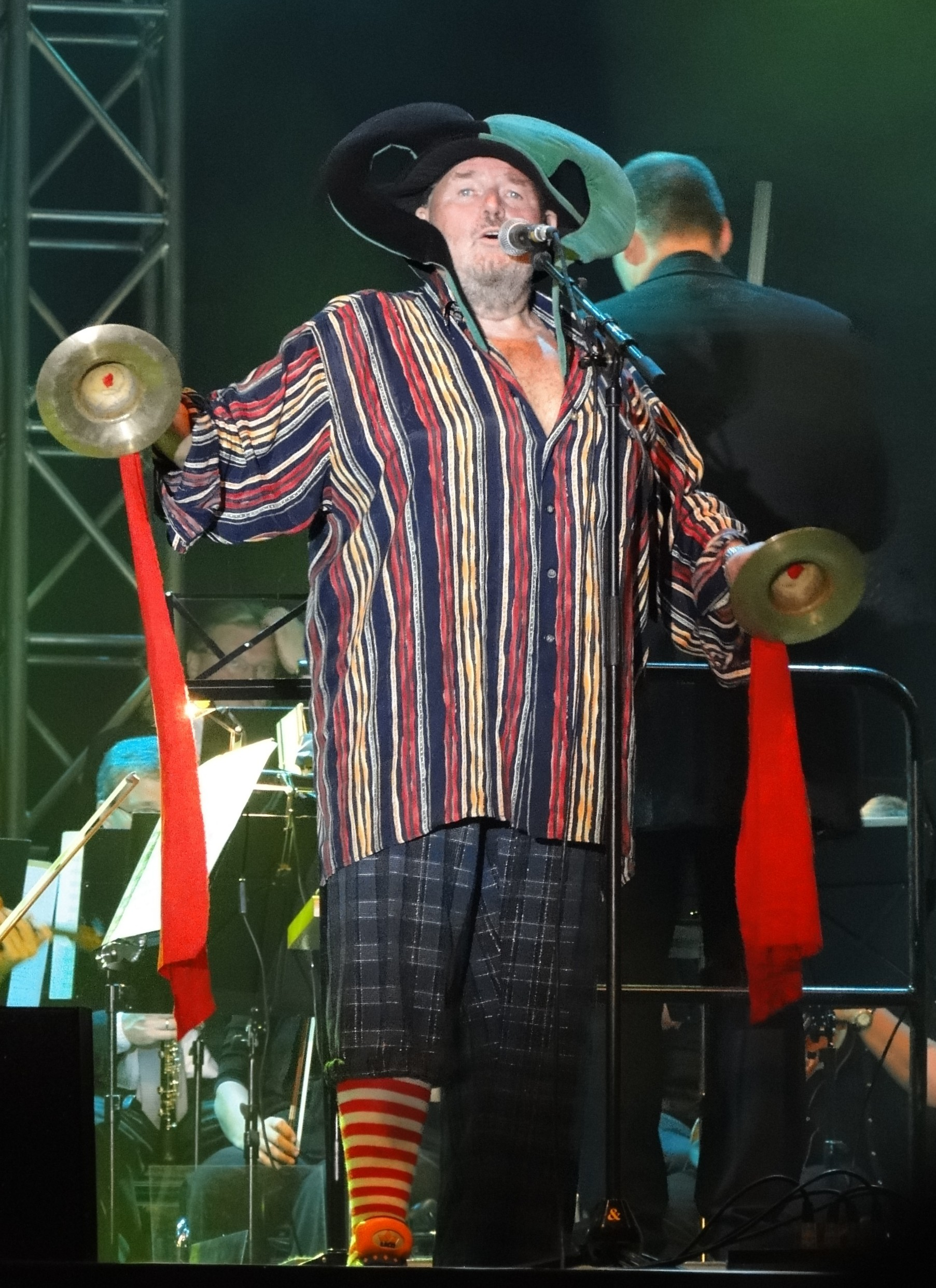
Peter Mampe Ludewig in typischem Kostüm während der Interpretation des Liedes Der grüne Esel, 2009

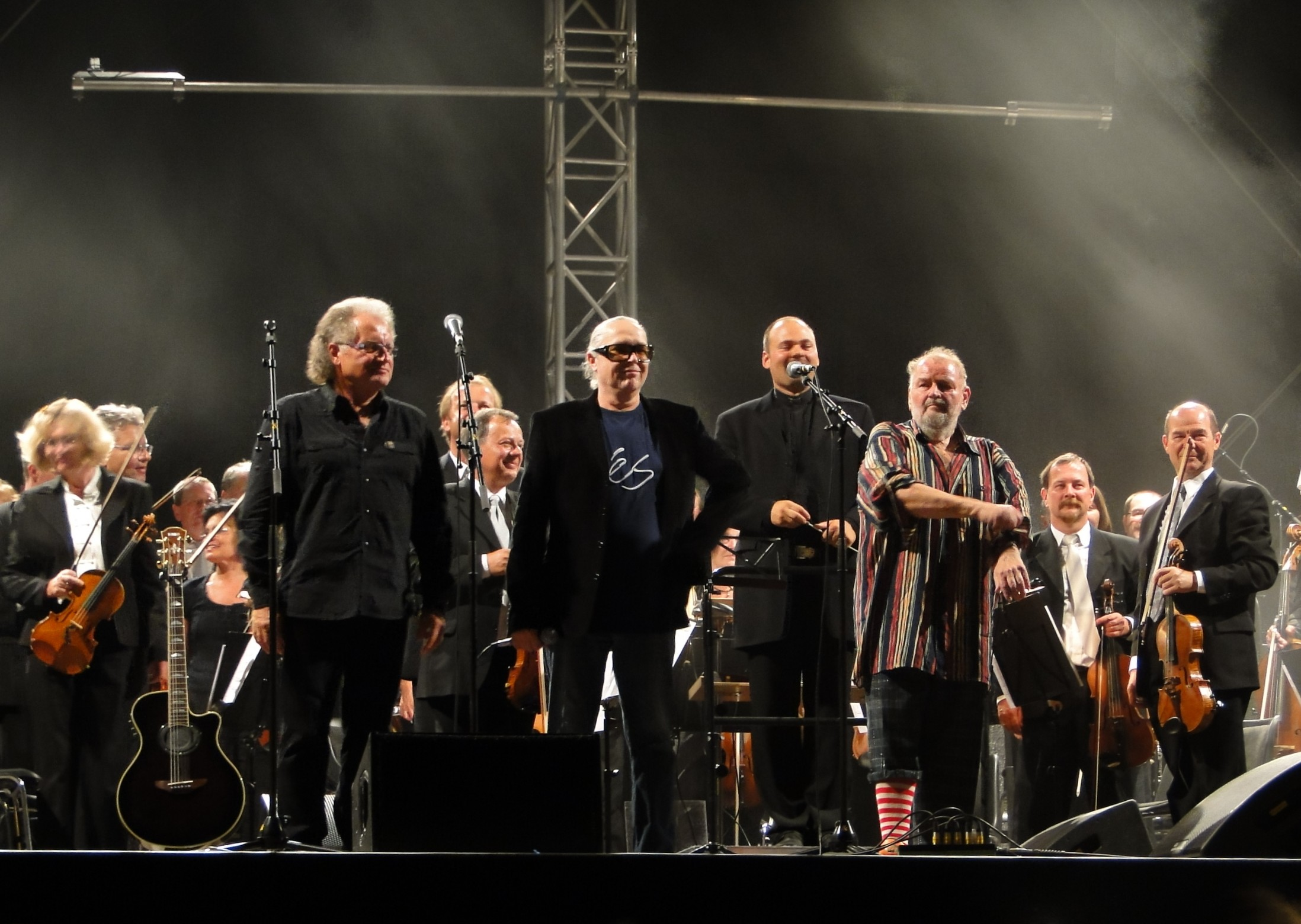
Peter Mampe Ludewig (3. von rechts) mit Gisbert Koreng und Stephan Trepte während eines Konzerts in Dresden im August 2009

Peter „Mampe“ Ludewig (* 22. Juli 1941 in Freital; † 23. Dezember 2021) war ein deutscher Musiker. Er wurde als Sänger und Schlagwerker der Dresdner Rockband electra bekannt.

## Leben
Ludewig studierte an der Hochschule für Musik Carl Maria von Weber Dresden in der Tanzmusikklasse. Nach erfolgreichem Abschluss 1969 arbeitete er einige Jahre als Lehrer für Schlagzeug an der Musikschule Freital. Daneben gründete er 1969 mit Bernd Aust, Wolfgang Riedel, Karl-Heinz Ringel und Ekkehard Berger die Rockband Electra und wurde so Berufsmusiker.
Bis 1984 war er dort Sänger und Schlagzeuger. In dieser Zeit entstanden fünf LPs und mehrere Singles. Für das Electra-Album Adaptionen komponierte er mit Rainer Uebel die meisten Stücke – Adaptionen klassischer Werke. Zudem gastierte er in vielen Produktionen des DDR-Fernsehens.
Danach hatte er Gastspiele in verschiedenen Rockbands, unter anderem bei Simple Song. Ab 1985 war er in den Genres Rock und Satire solistisch tätig und tourte mit dem Solo-Programm Mampe in spe im In- und Ausland. In diese Zeit fallen die Rundfunkproduktionen Der Tenor und Hilfe, ich platze, mit denen der Solist auch im Fernsehen gastierte.
Ab September 1996 stand Ludewig nach zwölfjähriger Trennung wieder mit electra auf der Bühne. Fortan war er einer der Frontmänner bei Konzerten des „Sachsendreiers“, der aus Stern-Combo Meißen, Lift und electra bestand.
Ab 1997 brachte Ludewig mehrere Mundart-CDs in Obersächsisch heraus und engagierte sich musikalisch im Regionalmarketing seiner Heimatstadt Freital und der Weißeritztalbahn. 2004 gab er ein Hörbuch sächsischer Heimatsagen heraus, das ein kombiniertes Lese-, Hör- und Malbuch ist.
2014 beendete er seine Karriere als Sänger und Schlagzeuger von electra.
Peter Ludewigs Grab befindet sich auf dem Friedhof in Kleinnaundorf.

## Veröffentlichungen

### Singles mit Ludewig als Sänger
- 1973 mit Electra-Combo: Das kommt, weil deine Seele brennt (Ludewig)/Der Musikant (Amiga)
- Der grüne Esel (nach einer Fabel von Christian Fürchtegott Gellert)[3] (Amiga)
- Weiter, weiter (Amiga)

### Alben mit Ludewig als Sänger
- 1974 mit Electra-Combo: electra combo (Amiga; Neuauflage 1994)
- 1997: unter dem Namen „Mampe“: Ich hab’ immer so ä Besch

### Sonstiges
- Sächsische Sagen. c-macs Publ.-Service, Dresden, 2004, ISBN 3-9809956-0-7